# ظهر الناقة (نجم)
أو إيتا ذات الكرسي Eta Cassiopeiae اسمه التقليدي Achird مشتق من الاسم العربي. وهو نظام نجمي في كوكبة ذات الكرسي. ويبعد 19.4 سنة ضوئية عن الأرض.
النجم الرئيسي هو نسق أساسي أصفر ينتمي إلى الفئة الطيفية G0V مما يجعله يقع في نفس التصنيف مع الشمس والتي تنتمي إلى الفئة الطيفية G2V والقدر الظاهري له 3.45+ . أما رفيق هذا النجم فهو أبرد وأكثر عتمة بقدر ظاهري 7.51 وهو قزم برتقالي ينتمي إلى الفئة الطيفية K7V. ويعتبر النظام النجمي متغير بحيث يتغير قدره بمقدار 0.05

## معرض صور

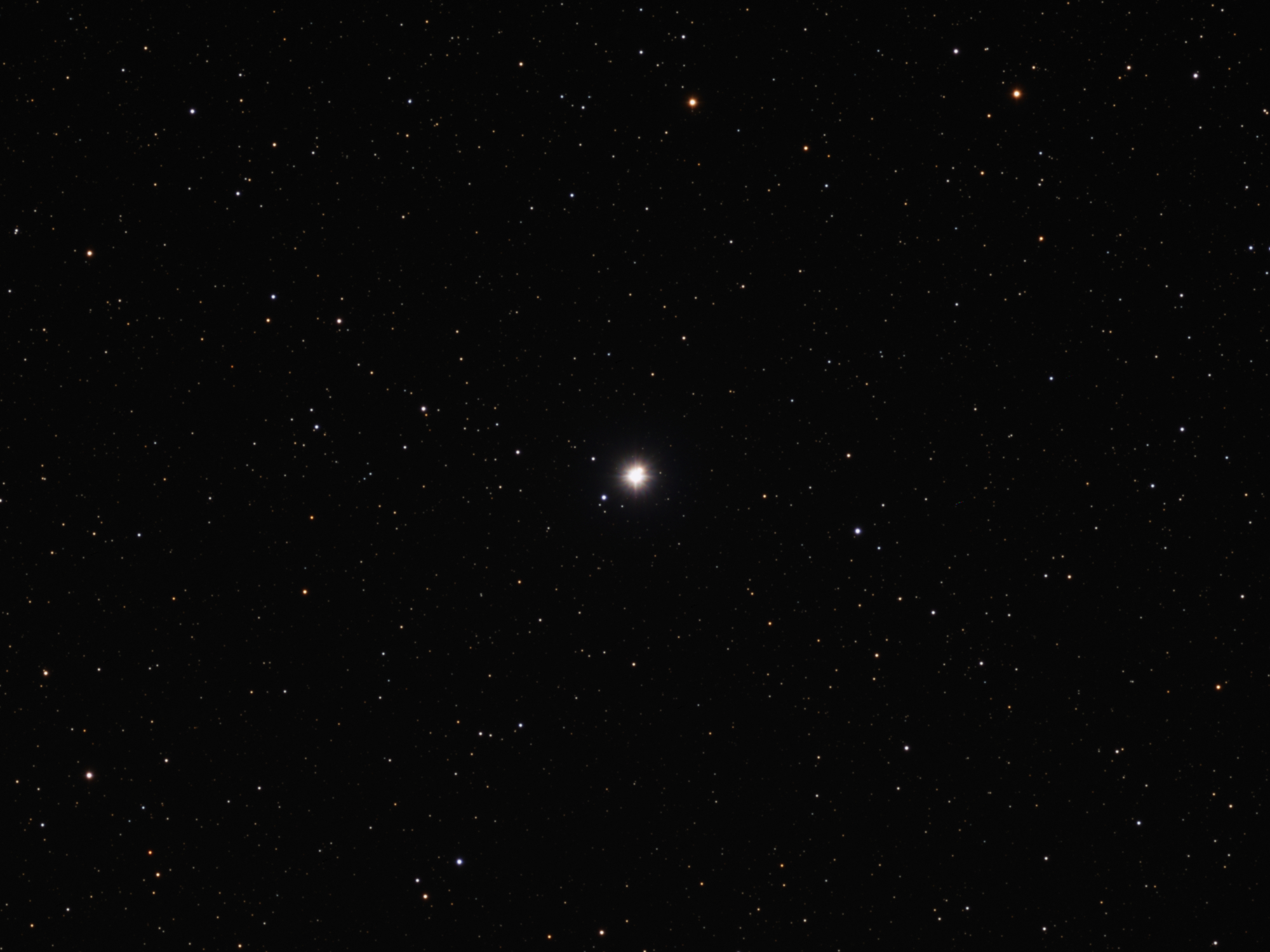
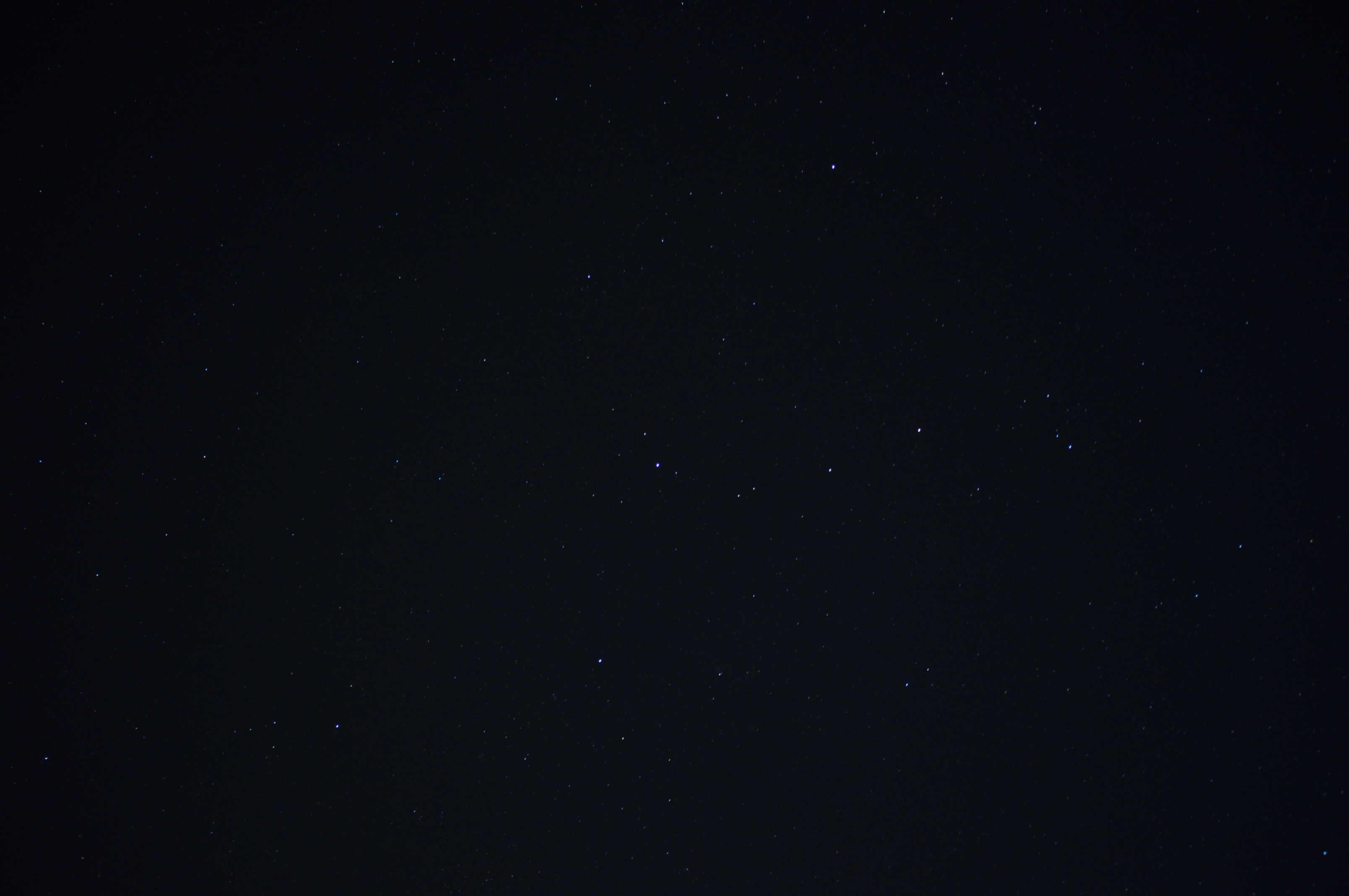